# Der ultimative Spider-Man (Fernsehserie)/Episodenliste
Diese Liste der Episoden von Der ultimative Spider-Man enthält alle Episoden der US-amerikanische Zeichentrickserie Der ultimative Spider-Man, sortiert nach der US-amerikanischen Erstausstrahlung. Die Fernsehserie umfasst vier Staffeln mit 104 Episoden.

## Übersicht
| Staffel | Episodenanzahl | Erstausstrahlung USA | Erstausstrahlung USA | Deutschsprachige Erstausstrahlung | Deutschsprachige Erstausstrahlung |
| Staffel | Episodenanzahl | Staffelpremiere      | Staffelfinale        | Staffelpremiere                   | Staffelfinale                     |
| ------- | -------------- | -------------------- | -------------------- | --------------------------------- | --------------------------------- |
| 1       | 26             | 1. April 2012        | 28. Oktober 2012     | 10. September 2012                | 7. Dezember 2012                  |
| 2       | 26             | 21. Januar 2013      | 10. November 2013    | 9. September 2013                 | 21. Februar 2014                  |
| 3       | 26             | 6. Juli 2014         | 24. Oktober 2015     | 13. Dezember 2014                 | 25. Dezember 2015                 |
| 4       | 26             | 21. Februar 2016     | 7. Januar 2017       | 13. Februar 2016                  | 27. Januar 2017                   |

## Staffel 1
Die Erstausstrahlung der ersten Staffel war vom 1. April bis zum 28. Oktober 2012 auf dem US-amerikanischen Sender Disney XD zu sehen. Die deutschsprachige Erstausstrahlung sendete der deutsche Pay-TV-Sender Disney XD vom 10. September bis zum 7. Dezember 2012.
| Nr. (ges.) | Nr. (St.) | Deutscher Titel                   | Originaltitel             | Erstausstrahlung USA | Deutschsprachige Erstausstrahlung (D) | Regie                       | Drehbuch                         |
| ---------- | --------- | --------------------------------- | ------------------------- | -------------------- | ------------------------------------- | --------------------------- | -------------------------------- |
| 1          | 1         | Das Angebot                       | Great Power               | 1. Apr. 2012         | 10. Sep. 2012                         | Alex Soto & Tim Eldered     | Paul Dini                        |
| 2          | 2         | Große Verantwortung               | Great Responsibility      | 1. Apr. 2012         | 10. Sep. 2012                         | Phil Pignotti & Tim Eldered | Paul Dini                        |
| 3          | 3         | Verdammnis                        | Doomed                    | 8. Apr. 2012         | 11. Sep. 2012                         | Gary Hartle & Jeff Allen    | Man of Action                    |
| 4          | 4         | Venom                             | Venom                     | 15. Apr. 2012        | 12. Sep. 2012                         | Alex Soto                   | Man of Action & James Felder     |
| 5          | 5         | Iron Spider                       | Flight of the Iron Spider | 22. Apr. 2012        | 13. Sep. 2012                         | Phil Pignotti               | Man of Action                    |
| 6          | 6         | Taskmaster                        | Why I Hate Gym            | 29. Mai 2012         | 17. Sep. 2012                         | Jeff Allen & Gary Hartle    | Man of Action & Joe Fallon       |
| 7          | 7         | Energie                           | Exclusive                 | 6. Mai 2012          | 18. Sep. 2012                         | Alex Soto                   | Man of Action and Dani Wolff     |
| 8          | 8         | Zurück in Schwarz                 | Back in Black             | 13. Mai 2012         | 19. Sep. 2012                         | Phil Pignotti               | Man of Action                    |
| 9          | 9         | Lokis Rache                       | Field Trip                | 20. Mai 2012         | 24. Sep. 2012                         | Alex Soto                   | Man of Action & Eugene Son       |
| 10         | 10        | Körpertausch                      | Freaky                    | 17. Juni 2012        | 20. Sep. 2012                         | Jeff Allen                  | Brian Michael Bendis             |
| 11         | 11        | Wahre Freunde                     | Venom Attack              | 24. Juni 2012        | 26. Sep. 2012                         | Phil Pignotti               | Man of Action                    |
| 12         | 12        | Kidnapping                        | Me Time                   | 1. Juli 2012         | 28. Sep. 2012                         | Alex Soto                   | Man of Action & Jacob Semahn     |
| 13         | 13        | Dr. Strange                       | Strange Days              | 8. Juli 2012         | 27. Sep. 2012                         | Jeff Allen                  | Man of Action & James Felder     |
| 14         | 14        | Wissenschaftsprojekt              | Awesome                   | 15. Juli 2012        | 1. Okt. 2012                          | Phil Pignotti               | Man of Action & Eugene Son       |
| 15         | 15        | Fury’s Bruder                     | For Your Eye Only         | 22. Juli 2012        | 2. Okt. 2012                          | Jeff Allen                  | Brian Michael Bendis             |
| 16         | 16        | Beetle Mania                      | Beetle Mania              | 29. Juli 2012        | 7. Nov. 2012                          | Alex Soto                   | Man of Action & Scott Mosier     |
| 17         | 17        | Der Sandmann                      | Snow Day                  | 5. Aug. 2012         | 14. Okt. 2012                         | Phil Pignotti               | Man of Action & Rich Fogel       |
| 18         | 18        | Zerstörung                        | Damage                    | 19. Aug. 2012        | 9. Nov. 2012                          | Jeff Allen                  | Man of Action & Scott Mosier     |
| 19         | 19        | Hulks Heimweh                     | Home Sick Hulk            | 9. Sep. 2012         | 21. Okt. 2012                         | Alex Soto                   | Danielle Wolff and Man of Action |
| 20         | 20        | Die Rache des Loki                | Run Pig Run               | 16. Sep. 2012        | 11. Nov. 2012                         | Phil Pignotti               | Man of Action and Eugene Son     |
| 21         | 21        | Ich bin Spider-Man                | I Am Spider-Man           | 23. Sep. 2012        | 28. Okt. 2012                         | Jeff Allen                  | Man of Action and Joe Fallon     |
| 22         | 22        | Iron Octopus                      | The Iron Octopus          | 30. Sep. 2012        | 13. Nov. 2012                         | Alex Soto                   | Man of Action and Frank Tieri    |
| 23         | 23        | Kein Spielzeug                    | Not a Toy                 | 7. Okt. 2012         | 16. Nov. 2012                         | Phil Pignotti               | Brian Michael Bendis             |
| 24         | 24        | Beetles Rache                     | The Attack of the Beetle  | 14. Okt. 2012        | 23. Nov. 2012                         | Jeff Allen                  | Man of Action & Scott Mosier     |
| 25         | 25        | Octopus’ grüne Rache              | Revealed                  | 28. Okt. 2012        | 30. Nov. 2012                         | Alex Soto                   | Man of Action & Eugene Son       |
| 26         | 26        | Die Auferstehung des Green Goblin | The Rise of the Goblin    | 28. Okt. 2012        | 7. Dez. 2012                          | Phil Pignotti               | Man of Action & Jacob Semahn     |

## Staffel 2
Die Erstausstrahlung der zweiten Staffel war vom 21. Januar bis zum 10. November 2013 auf dem US-amerikanischen Sender Disney XD zu sehen. Die deutschsprachige Erstausstrahlung sendete der deutsche Pay-TV-Sender Disney XD vom 9. September 2013 bis zum 21. Februar 2014.
| Nr. (ges.) | Nr. (St.) | Deutscher Titel                    | Originaltitel              | Erstausstrahlung USA | Deutschsprachige Erstausstrahlung (D) | Regie         | Drehbuch                                                          |
| ---------- | --------- | ---------------------------------- | -------------------------- | -------------------- | ------------------------------------- | ------------- | ----------------------------------------------------------------- |
| 27         | 1         | Dr. Connors Verwandlung            | The Lizard                 | 21. Jan. 2013        | 9. Sep. 2013                          | Roy Burdine   | Man of Action & Jacob Semahn                                      |
| 28         | 2         | Blackout                           | Electro                    | 21. Jan. 2013        | 10. Sep. 2013                         | Phil Pignotti | Man of Action & Eugene Son                                        |
| 29         | 3         | Der Rachefeldzug                   | The Rhino                  | 27. Jan. 2013        | 11. Sep. 2013                         | Tim Maltby    | Man of Action & Ed Valentine                                      |
| 30         | 4         | Kraven der Jäger                   | Kraven the Hunter          | 3. Feb. 2013         | 12. Sep. 2013                         | Roy Burdine   | Man of Action & Danielle Wolff                                    |
| 31         | 5         | Teamwork                           | Hawkeye                    | 10. Feb. 2013        | 13. Sep. 2013                         | Phil Pignotti | Man of Action & Scott Mosier                                      |
| 32         | 6         | Die Sinistren Sechs                | The Sinister Six           | 17. Feb. 2013        | 16. Sep. 2013                         | Tim Maltby    | Man of Action & Scott Mosier                                      |
| 33         | 7         | Eine neue Herausforderung          | Spidah-Man!                | 24. März 2013        | 17. Sep. 2013                         | Roy Burdine   | Handlung: Joe Quesada Schauspiel: Man of Action & Jimmy Palmiotti |
| 34         | 8         | Carnage                            | Carnage                    | 31. März 2013        | 18. Sep. 2013                         | Phil Pignotti | Man of Action & Paul Giacoppo                                     |
| 35         | 9         | Hausarrest                         | House Arrest               | 7. Apr. 2013         | 19. Sep. 2013                         | Tim Maltby    | Man of Action & Eugene Son                                        |
| 36         | 10        | Die Mond-Mission                   | The Man-Wolf               | 14. Apr. 2013        | 20. Sep. 2013                         | Roy Burdine   | Man of Action & Danielle Wolff                                    |
| 37         | 11        | Swarm                              | Swarm                      | 9. Juni 2013         | 23. Sep. 2013                         | Phil Pignotti | Man of Action & Scott Mosier                                      |
| 38         | 12        | Mini-Spider-Man                    | Itsy Bitsy Spider-Man      | 9. Juni 2013         | 24. Sep. 2013                         | Tim Maltby    | Man of Action & Kevin Burke & Chris „Doc“ Wyatt                   |
| 39         | 13        | Die Reise des Iron Fist            | Journey of the Iron Fist   | 16. Juni 2013        | 25. Sep. 2013                         | Roy Burdine   | Man of Action & Jacob Semahn                                      |
| 40         | 14        | Der unglaubliche Spider-Hulk       | The Incredible Spider-Hulk | 23. Juni 2013        | 26. Sep. 2013                         | Phil Pignotti | Brian Michael Bendis                                              |
| 41         | 15        | Der ultimative Deadpool            | Ultimate Deadpool          | 7. Juli 2013         | 30. Sep. 2013                         | Roy Burdine   | Man of Action & Ed Valentine                                      |
| 42         | 16        | Venom-Bombe                        | Venom Bomb                 | 14. Juli 2013        | 1. Okt. 2013                          | Phil Pignotti | Man of Action & Scott Mosier                                      |
| 43         | 17        | Novas Kampf                        | Guardians of the Galaxy    | 21. Juli 2013        | 2. Okt. 2013                          | Tim Maltby    | Brian Michael Bendis                                              |
| 44         | 18        | Familienbande                      | The Parent Trap            | 28. Juli 2013        | 3. Okt. 2013                          | Roy Burdine   | Man of Action & Kaita Mpambara                                    |
| 45         | 19        | Stan der Held                      | Stan By Me                 | 4. Aug. 2013         | 27. Sep. 2013                         | Tim Maltby    | Man of Action & Joe Fallon                                        |
| 46         | 20        | Das Spiel ist aus                  | Game Over                  | 29. Sep. 2013        | 4. Okt. 2013                          | Phil Pignotti | Man of Action & Jacob Semahn                                      |
| 47         | 21        | Blade Teil 1                       | Blade                      | 5. Okt. 2013         | 17. Feb. 2014                         | Roy Burdine   | Man of Action, Kevin Burke & Chris „Doc“ Wyatt                    |
| 48         | 22        | Blade Teil 2                       | The Howling Commandos      | 5. Okt. 2013         | 17. Feb. 2014                         | Phil Pignotti | Man of Action, Kevin Burke & Chris „Doc“ Wyatt                    |
| 49         | 23        | Iron Patriot                       | Second Chance Hero         | 20. Okt. 2013        | 18. Feb. 2014                         | Tim Maltby    | Man of Action, Kevin Burke & Chris „Doc“ Wyatt                    |
| 50         | 24        | Sandmans zweite Chance             | Sandman Returns            | 27. Okt. 2013        | 19. Feb. 2014                         | Roy Burdine   | Man of Action & Danielle Wolff                                    |
| 51         | 25        | Die Wiederkehr der Sinistren Sechs | Return of the Sinister Six | 3. Nov. 2013         | 20. Feb. 2014                         | Phil Pignotti | Man of Action & Scott Mosier                                      |
| 52         | 26        | Ultimativ                          | Ultimate                   | 10. Nov. 2013        | 21. Feb. 2014                         | Tim Maltby    | Man of Action & Jacob Semahn                                      |

## Staffel 3: Web-Warriors
Die Erstausstrahlung der dritten Staffel war vom 6. Juli 2014 bis zum 24. Oktober 2015 auf den US-amerikanischen Sendern Disney XD und Disney Channel zu sehen. Die deutschsprachige Erstausstrahlung war vom 13. Dezember 2014 bis zum 25. Dezember 2015 auf dem deutschen Pay-TV-Sender Disney XD gesendet.
| Nr. (ges.) | Nr. (St.) | Deutscher Titel                          | Originaltitel                             | Erstausstrahlung USA | Deutschsprachige Erstausstrahlung (D) | Regie       | Drehbuch                        |
| ---------- | --------- | ---------------------------------------- | ----------------------------------------- | -------------------- | ------------------------------------- | ----------- | ------------------------------- |
| 53         | 1         | Die Rückkehr der Guardians of the Galaxy | The Return of the Guardians of the Galaxy | 6. Juli 2014         | 10. Jan. 2015                         | Roy Burdine | Brian Michael Bendis            |
| 54         | 2         | Der rächende Spider-Man Teil 1           | The Avenging Spider-Man Part One          | 31. Aug. 2014        | 13. Dez. 2014                         | Roy Burdine | Paul Dini                       |
| 55         | 3         | Der rächende Spider-Man Teil 2           | The Avenging Spider-Man Part Two          | 31. Aug. 2014        | 14. Dez. 2014                         | Tim Maltby  | Paul Dini                       |
| 56         | 4         | Agent Venom                              | Agent Venom                               | 7. Sep. 2014         | 20. Dez. 2014                         | Kalvin Lee  | Eugene Son                      |
| 57         | 5         | Cloak und Dagger                         | Cloak and Dagger                          | 14. Sep. 2014        | 21. Dez. 2014                         | Roy Burdine | Danielle Wolff                  |
| 58         | 6         | Der nächste Iron Spider                  | The Next Iron Spider                      | 21. Sep. 2014        | 27. Dez. 2014                         | Tim Maltby  | Kevin Burke & Chris Wyatt       |
| 59         | 7         | Gelöschte Erinnerungen                   | The Vulture                               | 28. Sep. 2014        | 28. Dez. 2014                         | Kalvin Lee  | Henry Gilroy & Marty Isenberg   |
| 60         | 8         | Der wilde Rekrut                         | The Savage Spider-Man                     | 7. Okt. 2014         | 3. Jan. 2015                          | Roy Burdine | Jim McCann                      |
| 61         | 9         | Eine gruselige Museumsnacht 1            | Halloween Night at the Museum 1           | 10. Okt. 2014        | 11. Jan. 2015                         | Kalvin Lee  | Danielle Wolff                  |
| 62         | 10        | Die neuen Krieger                        | New Warriors                              | 14. Okt. 2014        | 4. Jan. 2015                          | Tim Maltby  | Eugene Son                      |
| 63         | 11        | Was wäre wenn?                           | Nightmare on Christmas                    | 3. Dez. 2014         | 25. Dez. 2015                         | Roy Burdine | Eugene Son                      |
| 64         | 12        | Das Spider-Versum Teil 1                 | The Spider-Verse Part One                 | 5. März 2015         | 13. März 2015                         | Kalvin Lee  | Danielle Wolff                  |
| 65         | 13        | Das Spider-Versum Teil 2                 | The Spider-Verse Part Two                 | 12. März 2015        | 20. März 2015                         | Roy Burdine | Paul Dini                       |
| 66         | 14        | Das Spider-Versum Teil 3                 | The Spider-Verse Part Three               | 19. März 2015        | 27. März 2015                         | Tim Maltby  | Kevin Burke & Chris „Doc“ Wyatt |
| 67         | 15        | Das Spider-Versum Teil 4                 | The Spider-Verse Part Four                | 26. März 2015        | 3. Apr. 2015                          | Kalvin Lee  | Eugene Son                      |
| 68         | 16        | Die S.H.I.E.L.D.-Akademie                | S.H.I.E.L.D. Academy                      | 7. Juli 2015         | 6. Aug. 2015                          | Tim Maltby  | Marty Isenberg                  |
| 69         | 17        | Der randalierende Rhino                  | Rampaging Rhino                           | 14. Juli 2015        | 7. Aug. 2015                          | Kalvin Lee  | Marty Isenberg                  |
| 70         | 18        | Ant-Man                                  | Ant-Man                                   | 21. Juli 2015        | 13. Aug. 2015                         | Roy Burdine | Tom Pugsley                     |
| 71         | 19        | Burrito-Spaß mit Hindernissen            | Burrito Run                               | 28. Juli 2015        | 14. Aug. 2015                         | Tim Maltby  | Mairghread Scott                |
| 72         | 20        | Angriff auf New York                     | Inhumanity                                | 4. Aug. 2015         | 20. Aug. 2015                         | Kalvin Lee  | Geoffrey Thorne                 |
| 73         | 21        | Zolas Geheimarmee                        | Attack of the Synthezoids                 | 19. Sep. 2015        | 2. Nov. 2015                          | Roy Burdine | Andrew R. Robinson              |
| 74         | 22        | In den Fängen des Arnim Zola             | The Revenge of Arnim Zola                 | 26. Sep. 2015        | 3. Nov. 2015                          | Tim Maltby  | Brandon Auman                   |
| 75         | 23        | Gut gegen Böse Teil 1                    | Contest of Champions Part One             | 3. Okt. 2015         | 4. Nov. 2015                          | Tim Maltby  | Thomas F. Zahler                |
| 76         | 24        | Gut gegen Böse Teil 2                    | Contest of Champions Part Two             | 10. Okt. 2015        | 5. Nov. 2015                          | Kalvin Lee  | Matt Wayne                      |
| 77         | 25        | Gut gegen Böse Teil 3                    | Contest of Champions Part Three           | 17. Okt. 2015        | 6. Nov. 2015                          | Roy Burdine | Marty Isenberg                  |
| 78         | 26        | Gut gegen Böse Teil 4                    | Contest of Champions Part Four            | 24. Okt. 2015        | 6. Nov. 2015                          | Tim Maltby  | Eugene Son                      |

## Staffel 4: Der ultimative Spider-Man gegen die Sinistren 6
Die Erstausstrahlung der vierten Staffel ist seit dem 21. Februar 2016 auf den US-amerikanischen Sendern Disney XD und Disney Channel zu sehen. Die deutschsprachige Erstausstrahlung wird seit dem 13. Februar 2016 auf dem deutschen Pay-TV-Sender Disney XD gesendet.
| Nr. (ges.) | Nr. (St.) | Deutscher Titel                     | Originaltitel                      | Erstausstrahlung USA | Deutschsprachige Erstausstrahlung (D) | Regie         | Drehbuch                        |
| ---------- | --------- | ----------------------------------- | ---------------------------------- | -------------------- | ------------------------------------- | ------------- | ------------------------------- |
| 79         | 1         | S.H.I.E.L.D. in Gefahr – Teil 1     | Hydra Attacks: Part 1              | 21. Feb. 2016        | 13. Feb. 2016                         | Young Ki Yoon | Kevin Burke & Chris „Doc“ Wyatt |
| 80         | 2         | S.H.I.E.L.D. in Gefahr – Teil 2     | Hydra Attacks: Part 2              | 21. Feb. 2016        | 13. Feb. 2016                         | Young Ki Yoon | Kevin Burke & Chris „Doc“ Wyatt |
| 81         | 3         | Miles Morales                       | Miles From Home                    | 28. Feb. 2016        | 27. Juni 2016                         | Roy Burdine   | Kevin Burke & Chris "Doc" Wyatt |
| 82         | 4         | Der Geier                           | Iron Vulture                       | 6. März 2016         | 28. Juni 2016                         | Jacob Semahn  | Young Ki Yoon                   |
| 83         | 5         | Jagd auf den Maulwurf               | Lizards                            | 13. März 2016        | 29. Juni 2016                         | Jae Woo Kim   | Paul Giacoppo                   |
| 84         | 6         | Doppelagent Venom                   | Double Agent Venom                 | 20. März 2016        | 30. Juni 2016                         | Roy Burdine   | Mairghread Scott                |
| 85         | 7         | Die Sand-Armee                      | Beached                            | 27. März 2016        | 4. Juli 2016                          | Young Ki Yoon | Geoffrey Thorne                 |
| 86         | 8         | Anti-Venom                          | Anti-Venom                         | 3. Apr. 2016         | 5. Juli 2016                          | Jae Woo Kim   | Matt Wayne                      |
| 87         | 9         | Hydro-Man                           | Force of Nature                    | 10. Apr. 2016        | 6. Juli 2016                          | Roy Burdine   | Gavin Hignight                  |
| 88         | 10        | Die neuen Sinistren Sechs – Teil 1  | The New Sinister 6: Part 1         | 12. Juni 2016        | 7. Juli 2016                          | Young Ki Yoon | Jacob Semahn                    |
| 89         | 11        | Die neuen Sinistren Sechs – Teil 2  | The New Sinister 6: Part 2         | 19. Juni 2016        | 11. Juli 2016                         | Jae Woo Kim   | Kevin Burke & Chris "Doc" Wyatt |
| 90         | 12        | Agent Web                           | Agent Web                          | 26. Juni 2016        | 12. Juli 2016                         | Roy Burdine   | Geoffrey Thorne                 |
| 91         | 13        | Die Symbionten-Saga – Teil 1        | The Symbiote Saga: Part 1          | 3. Juli 2016         | 24. Sep. 2016                         | Roy Burdine   | Joshua Fine                     |
| 92         | 14        | Die Symbionten-Saga – Teil 2        | The Symbiote Saga: Part 2          | 10. Juli 2016        | 25. Sep. 2016                         | Young Ki Yoon | Jacob Semahn                    |
| 93         | 15        | Die Symbionten-Saga – Teil 3        | The Symbiote Saga: Part 3          | 17. Juli 2016        | 26. Sep. 2016                         | Jae Woo Kim   | Kevin Burke & Chris "Doc" Wyatt |
| 94         | 16        | Rückkehr ins Spider-Versum – Teil 1 | Return to the Spider-Verse: Part 1 | 27. Aug. 2016        | 27. Sep. 2016                         | Roy Burdine   | Andrew Robinson                 |
| 95         | 17        | Rückkehr ins Spider-Versum – Teil 2 | Return to the Spider-Verse: Part 2 | 3. Sep. 2016         | 28. Sep. 2016                         | Young Ki Yoon | Kevin Burke & Chris "Doc" Wya   |
| 96         | 18        | Rückkehr ins Spider-Versum – Teil 3 | Return to the Spider-Verse: Part 3 | 10. Sep. 2016        | 29. Sep. 2016                         | Jae Woo Kim   | Henry Gilroy                    |
| 97         | 19        | Rückkehr ins Spider-Versum – Teil 4 | Return to the Spider-Verse: Part 4 | 17. Sep. 2016        | 30. Sep. 2016                         | Roy Burdine   | Kevin Burke & Chris "Doc" Wyatt |
| 98         | 20        | Süßes oder Magisches?               | Strange Little Halloween           | 1. Okt. 2016         | 31. Okt. 2016                         | Young Ki Yoon | Henry Gilroy                    |
| 99         | 21        | Die Spider-Slayers – Teil 1         | The Spider Slayers: Part 1         | 8. Okt. 2016         | 23. Jan. 2017                         | Young Ki Yoon | Paul Giacoppo                   |
| 100        | 22        | Die Spider-Slayers – Teil 2         | The Spider Slayers: Part 2         | 15. Okt. 2016        | 24. Jan. 2017                         | Jae Woo Kim   | Joshua Hale Fialkov             |
| 101        | 23        | Die Spider-Slayers – Teil 3         | The Spider Slayers: Part 3         | 22. Okt. 2016        | 25. Jan. 2017                         | Roy Burdine   | Marty Isenberg                  |
| 102        | 24        | Mondliche Weihnachten!              | The Moon Knight Before Christmas   | 17. Dez. 2016        | 24. Dez. 2016                         | Roy Burdine   | Marty Isenberg                  |
| 103        | 25        | Die Abschlussfeier – Teil 1         | Graduation Day: Part 1             | 7. Jan. 2017         | 26. Jan. 2017                         | Young Ki Yoon | Kevin Burke & Chris "Doc" Wyatt |
| 104        | 26        | Die Abschlussfeier – Teil 2         | Graduation Day: Part 2             | 7. Jan. 2017         | 27. Jan. 2017                         | Jae Woo Kim   | Kevin Burke & Chris "Doc" Wyatt |